# Schönenwerd
Schönenwerd (im solothurnischen Ortsdialekt [ʃɶnəˈʋeːrd]) ist eine Einwohnergemeinde im Schweizer Kanton Solothurn. Sie gehört zum Bezirk Olten.
Bekannt ist Schönenwerd vor allem als ehemaliger Standort der Bally-Schuhfabriken, die das Dorfbild und -leben seit der Mitte des 19. Jahrhunderts bis in die 1990er Jahre hinein entscheidend prägten. Durch Bally wurde Schönenwerd vom Bauern- zum Industriedorf mit ausgedehnten Arbeiterwohnvierteln. Schönenwerd liegt an der Aare zwischen Olten und Aarau im Schweizer Mittelland beziehungsweise am Jurasüdfuss.

## Geographie
Das Gemeindegebiet erstreckt sich von der Aare im Norden und dem Gebiet der weiten Flussniederung bis auf den sanften Hügelzug zwischen dem Aaretal und dem Suhretal. Das Gemeindegebiet grenzt an Erlinsbach SO, Niedergösgen, Gretzenbach, Oberentfelden, Unterentfelden und Eppenberg-Wöschnau.

## Geschichte
Die erste urkundliche Erwähnung von Schönenwerd findet sich im Testament des Bischofs Remigius von Strassburg vom 15. März 778 als Werith und Werida «Werd, Insel» im Zusammenhang mit einem kleinen Kloster auf einer Aareinsel. Archäologische Funde belegen, dass das Gebiet bereits in der Jungsteinzeit besiedelt war. Erstmals als Schönewert «schöne Insel» erwähnt wird der Ort 1332; diese zusammengesetzte Form konnte sich jedoch erst im 16. Jahrhundert endgültig durchsetzen.
Um 1160 wurde die romanische Kirche des Stiftes St. Leodegar erbaut, heute der älteste Sakralbau des Kantons Solothurn.
Nach der erfolglosen Belagerung der Seefeste Rapperswil SG durch die Acht Alten Orte im April 1388 verbrannten die heimkehrenden Berner und Solothurner die Kirche (Schönenwerd war zu dieser Zeit habsburgisch). In den folgenden Jahren wurde sie wieder aufgebaut. Durch Thomas von Falkensteins Verkauf der Herrschaft Gösgen mit allen Besitztümern 1458 wurde Schönenwerd solothurnisch und mit dem Beitritt Solothurns 1481 eidgenössisch. Weil der Kanton Solothurn nach den Reformationswirren im 16. Jahrhundert katholisch blieb, blieb auch das Stift Schönenwerd unverändert erhalten. Weniger glimpflich für das Stift verlief die Besetzung der Eidgenossenschaft 1798 durch französische Revolutionstruppen. Die Franzosen oktroyierten der ganzen Schweiz eine liberal-säkular geprägte Verfassung, welche auch St. Leodegar zum staatlichen «helvetischen Nationalgut» machte. Gottesdienste konnten zwar noch abgehalten werden, aber die Pfarrei verarmte stark. Die Hauptstadt der «Helvetischen Republik» lag übrigens einige Jahre im benachbarten Aarau. Nach Napoleons Sturz 1815 verbesserte sich die kirchliche Lage wieder etwas, das Stift wurde retabliert.
1874 wurde das Stift im Gefolge des Kulturkampfs von der liberalen Solothurner Regierung Vigier definitiv aufgehoben. 1875 bildete sich ein christkatholischer Verein mit dem Schuhindustriellen Carl Franz Bally als Präsidenten. Bald bekannte sich eine Mehrheit der stimmberechtigten Katholiken von Schönenwerd zum aus dem Kulturkampf hervorgegangenen Christkatholizismus. Da diese ab 1876 ihre Gottesdienste mit Genehmigung der solothurnischen Regierung in der Stiftskirche abhielten, war der römisch-katholische Pfarrer nicht gewillt, diese Kirche weiterhin zu nutzen, obwohl dies der römisch-katholischen Minderheit gestattet gewesen wäre. Die infolgedessen 1877 erbaute «Notkirche» wurde erst 1937–1938 durch die heutige römisch-katholische Kirche Maria Himmelfahrt ersetzt.

## Wirtschaft
Noch Anfang des 19. Jahrhunderts zählte das Dorf nicht mehr als 500 Einwohner. Erst mit der Industrialisierung und dem Bau der Eisenbahnlinie und vor allem mit dem Erfolg der Schuhfabrik Bally setzte ein schnelles Wachstum ein. Die berühmte Schuh-Sparte von Bally musste in den 1990er Jahren die Tore aus wirtschaftlichen Gründen schliessen.
Wirtschaftsbetriebe:
- Bally-Band
- Schenker Storen

## Sehenswürdigkeiten
- Stiftskirche (Christkatholische Kirche St. Leodegar)
- Pfarrkirche Maria Himmelfahrt, erbaut 1937–1938 durch den renommierten Kirchenarchitekten Fritz Metzger
- Bally-Schuhmuseum
- Ballypark[6]
- Paul-Gugelmann-Museum

## Bilder

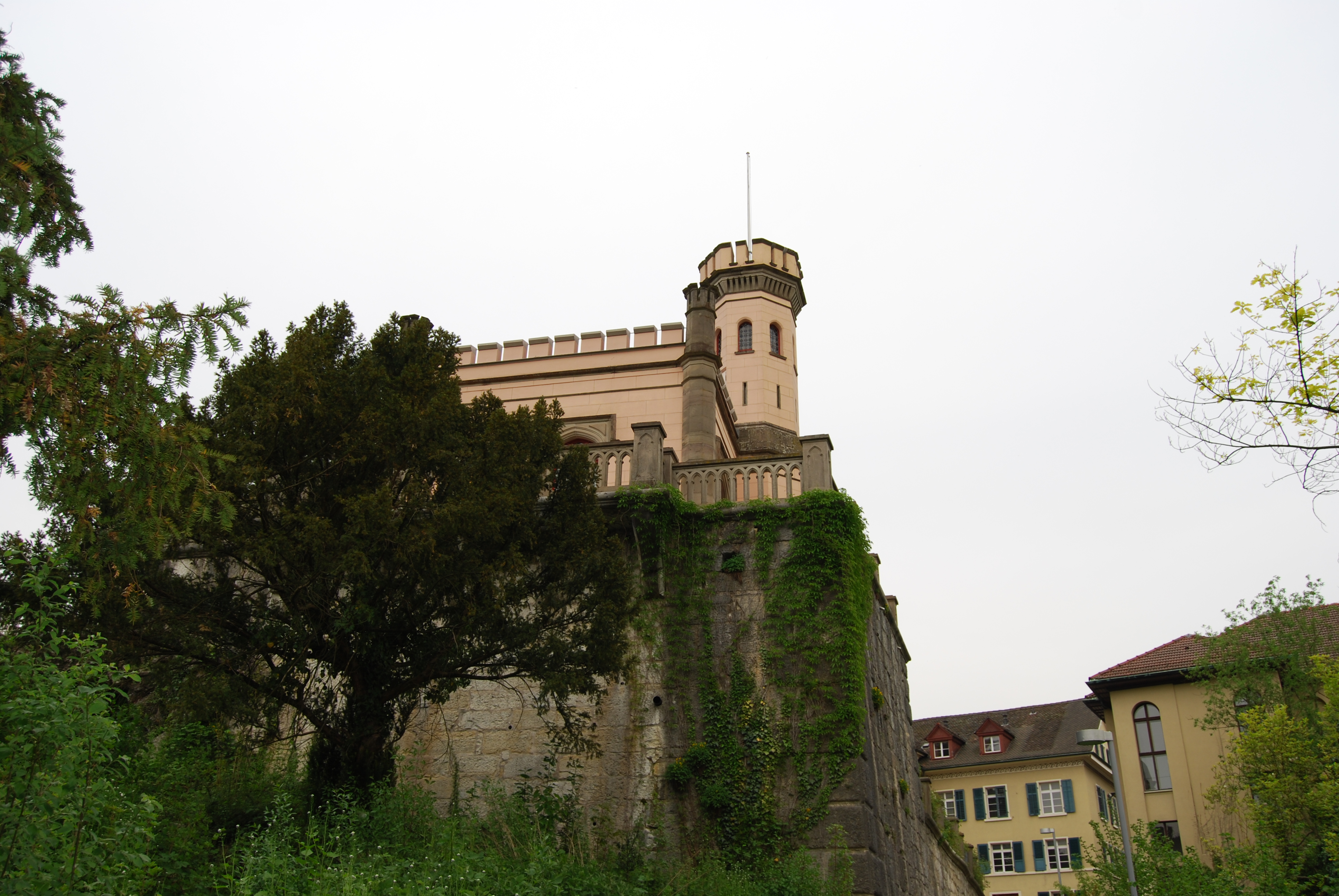
Gartenschlösschen von Carl Franz Bally
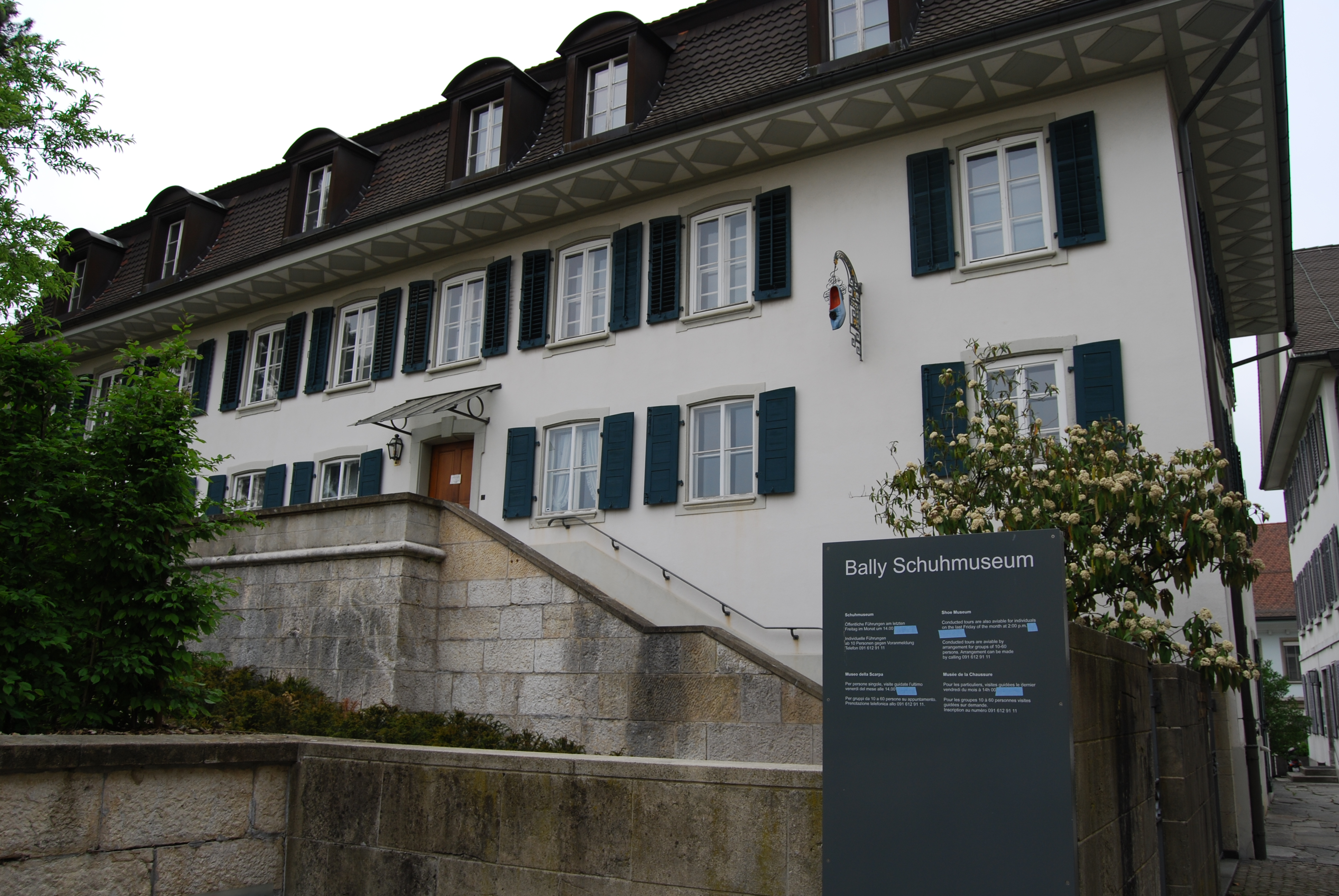
Bally Schuhmuseum
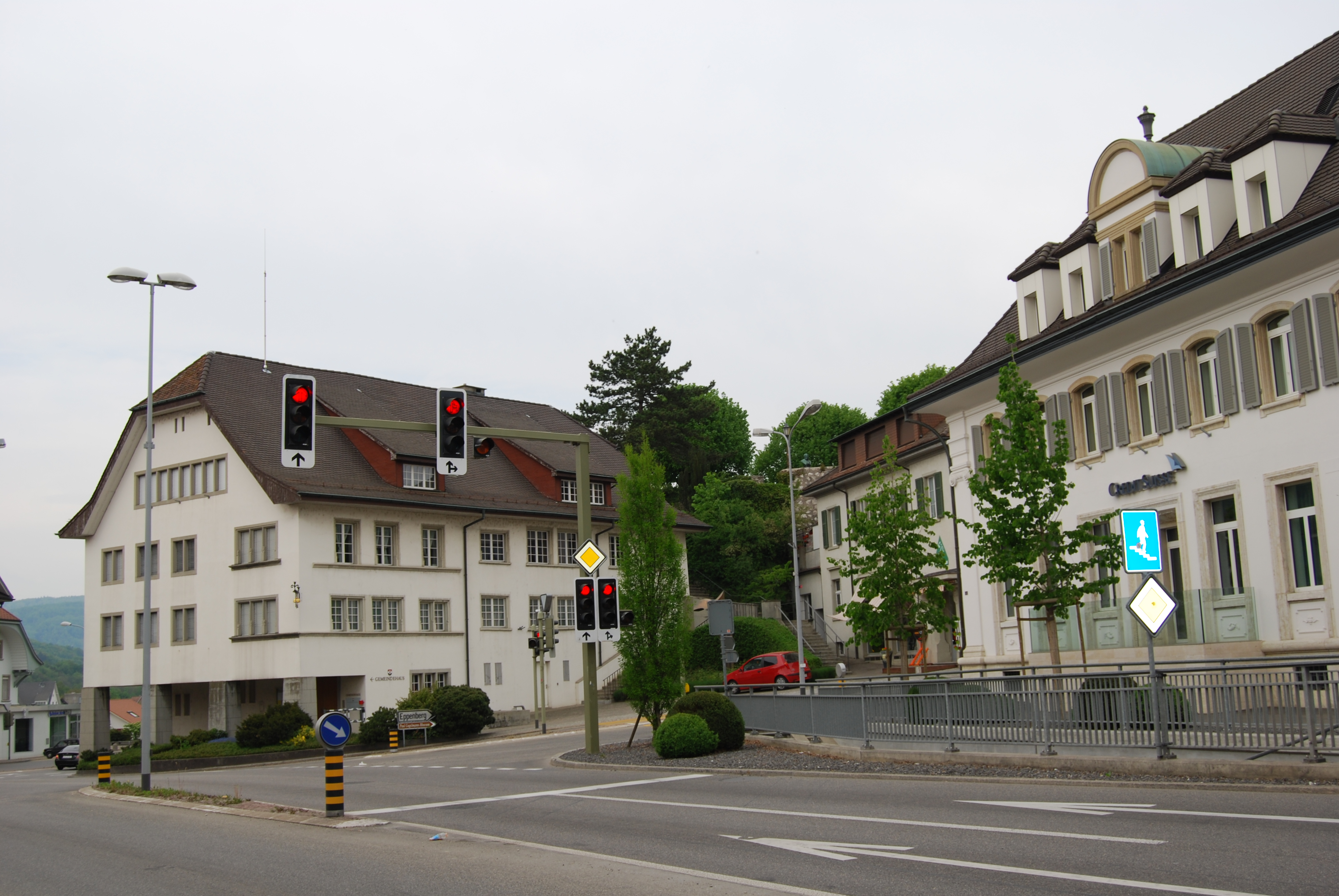
Gemeindehaus
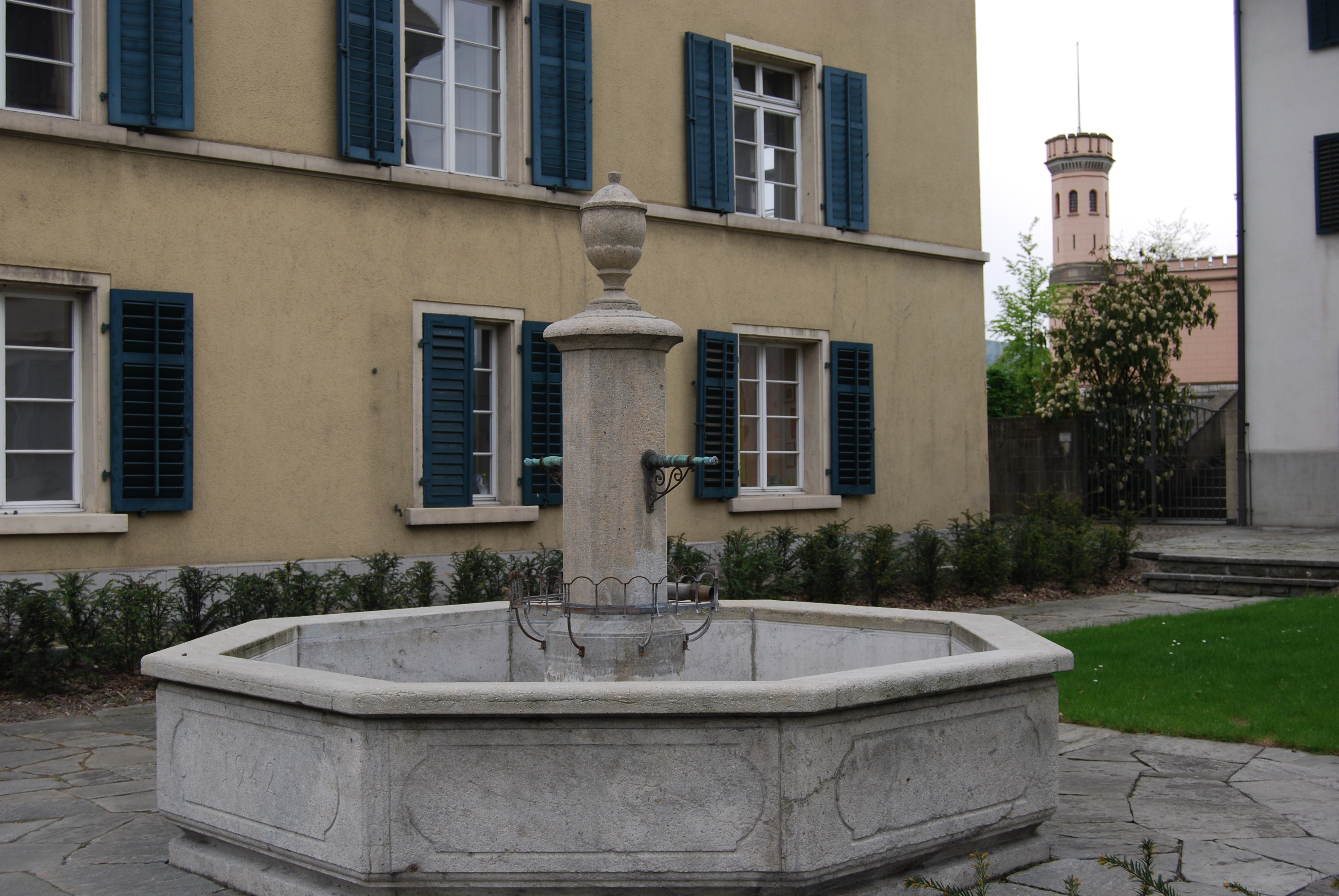
Brunnen im Dorfzentrum
Stift Schönenwerd um 1860
Luftbild (1948)

## Verkehr
Schönenwerd liegt an der West-Ost-Achse Genf–St. Gallen der Schweizerischen Bundesbahnen, ist jedoch nur Regionalzugshalt. Der nächste Anschluss an die Autobahn A1 (Bern-Zürich) befindet sich rund 6 km vom Ortskern entfernt.

### Regionalverkehr
Die S-Bahnen S23 und S26 verkehren im Halbstunden-Takt am Bahnhof Schönenwerd. Von dort erreicht man den Bahnhof Olten und Bahnhof Aarau mit guten Anschlüsse an Fernverkehrszüge
- S 23 Langenthal – Olten – Aarau – Lenzburg – Brugg – Baden
- S 26 Olten – Aarau/Lenzburg – Wohlen – Muri – Rotkreuz

### Nahverkehr
Schönenwerd hat einen Bedienten Busbahnhof mit 3 verschiedene Linien nach Aarau betrieben vom Busbetrieb Aarau sowie 2 Linien nach Olten und Lostorf betrieben von der Busbetriebe Olten
- 3 Aarau Bahnhof – Wöschnau – Schönenwerd – Gretzenbach Weid (Mo–Sa Viertelstundentakt auf dem Abschnitt Schönenwerd Tannheim-Aarau Bhf)
- 501 Schönenwerd Bahnhof – Olten Bahnhof – Wangen bei Olten – Rickenbach – Hägendorf – Egerkingen Gäupark
- 519 Schönenwerd Bahnhof – Niedergösgen – Erlinsbach  –  Stüsslingen – Lostorf Mineralquelle (Ab Sonntag wendet schon vorzeitig in Niedergösgen.)

Der Nachtverkehr (in den Nächten Freitag/Samstag und Samstag/Sonntag) umfasst eine S-Bahn- und zwei Buslinien:
- SN11 Olten – Aarau – Mellingen Heitersberg – Dietikon – Zürich HB – Stettbach – Winterthur
- N23 Schönenwerd Bahnhof – Gretzenbach – Däniken Post – Dulliken – Olten
- N57 Schönenwerd Bahnhof – Niedergösgen – Obergösgen – Winznau – Olten

## Wappen
Blasonierung
Zweimal geteilt von Rot, Weiss und Schwarz, belegt mit weiss-rot-weiss geteilter Lilie
Der Wappenschild geht auf die Freiherren von Bechburg zurück.

## Persönlichkeiten
- Eduard Bally (1847–1926), Unternehmer und Nationalrat
- Iwan Bally (1876–1965), Schuhfabrikant und Ständerat
- Max Bally (1880–1976), Unternehmer
- Jonas Fricker (* 1977), Politiker (GPS)
- Esther Gassler (* 1951), Politikerin (FDP)
- Paul Gugelmann (1929–2022), Künstler
- Karl Hescheler (1868–1940), Zoologe
- Hans Huber (1852–1921), Komponist
- Paul Hubschmid (1917–2002), Schauspieler
- Odo Lang (1938–2020), Benediktiner, Liturgiewissenschaftler und Stiftsbibliothekar in Einsiedeln
- Georg Müller (* 1942), Rechtswissenschafter und Hochschullehrer
- Alfred Rhyner (1915–1975), Unternehmer
- János Tamás (1936–1995), Komponist, Dirigent, Musikpädagoge, Pianist